# 리호슬라블

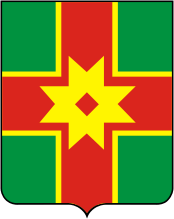
시 문장

리호슬라블(러시아어: Лихосла́вль)은 러시아 트베리주 중부에 위치한 도시로, 인구는 12,515명(2002년 기준)이다. 트베리(트베리 주의 주도)에서 북서쪽으로 41km 정도 떨어진 곳에 위치하며 모스크바와 상트페테르부르크 사이를 연결하는 철도가 지나간다.
1624년에 건설된 오스타시코보(Осташково)라는 마을과 19세기 초반에 처음 등장한 리호슬라블이라는 마을이 있었고 1925년 두 마을이 합병되면서 시로 승격되었다.